# 4150 Starr
4150 Starr eller 1984 QC1 är en asteroid i huvudbältet som upptäcktes den 31 augusti 1984 av den amerikanske astronomen Brian A. Skiff vid Anderson Mesa Station. Den är uppkallad efter Beatles medlemmen Ringo Starr.
Asteroiden har en diameter på ungefär 6 kilometer.